# Tuvalu Echoes
Tuvalu Echoes es el periódico estatal de Tuvalu, y el único medio escrito publicado de manera regular en el país. Es editado por la Oficina de Radiodifusión e Información de Tuvalu, y publica una edición en inglés y la otra en tuvaluano, denominada Sikuleo o Tuvalu.

## Historia
El periódico fue fundado en 1984 para reemplazar al boletín Tuvalu News Sheet, que fue creado en 1976 tras la separación de las islas Gilbert.
Debido a la falta de financiamiento, Tuvalu Echoes dejó de publicarse a mediados de los años 1990. Sin embargo, en noviembre de 1998 se reinició la publicación del periódico. En 2007 el periódico quincenal editaba 250 ejemplares.